# Atra Mors
Atra Mors è il quinto album della band funeral doom metal statunitense Evoken.

## Tracce
1. Atra Mors – 11:55
2. Descent into Chaotic Dream – 11:14
3. A Tenebrous Vision – 2:20
4. Grim Eloquence – 9:40
5. An Extrinsic Divide – 10:12
6. Requies Aeterna – 1:59
7. The Unechoing Dread – 9:48
8. Into Aphotic Devastation – 10:07

## Membri
- John Paradiso - chitarra, voce
- Chris Molinari - chitarra
- Vince Verkay - batteria
- Dave Wagner - basso
- Don Zaros - tastiera